# Тридесете
Тридесете је песма хрватске певачице Северине са албума Здраво Маријо (2008). Аутори су Марина Туцаковић, Љиљана Јорговановић, Горан Бреговић и Северина, а продуцент Горан Бреговић. Објављен је као трећи сингл албума у децембру 2008.

## Издање
Песма се  на радију и једна је од Северининих најуспешнијих песама последњих година.

## Пријем
Критика песме био је изузетно позитиван. Критичари су похвалили Северинин оштри вокал, као и текст, музику и стил.

## Спот
Спот је објављен у исто време када и сингл, а јавност га је критиковала због сличности са спотом Бритни Спирс за песму "Circus". Критичарима из Хрватске, Босне и Србије, а неколико њих је заправо рекло да „не личи на спот Бритни Спирс“ и да је „Северина убедљиво једна од најбољих уметница у бившој Југославији“.

## Званичне верзије
- "Тридесете" (главна верзија)
- "Тридесете" (инструментал)
- "Тридесете" (а капела)
- "Тридесете" (Electro Mix)
- "Тридесете" (жива верзија)

## Извори
1. ↑  Tracara.com (2015-06-30). „Brega o Severini: Svi bi da j*bu, a niko neće da ženi!”. Tračara (на језику: српски). Приступљено 2025-03-31.
2. ↑  „Severina otkrila da ponovo sarađuje s Goranom Bregovićem”. Klix.ba (на језику: хрватски). Приступљено 2025-03-12.
3. ↑  „Najskuplji Severinin spot”. Mondo Crna Gora (на језику: енглески). Приступљено 2025-03-31.
4. ↑  „Video - Severina: Istina je da tridesete prolete, nepovratna je to ambalaža”. www.index.hr (на језику: хрватски). Приступљено 2025-03-12.